# پل جوزف واتسون
پل جوزف واتسون (به زبان انگلیسی: Paul Joseph Watson)، یوتیوبر، میزبان تالک‌شوی رادیویی، نویسنده و تئوری توطئه پرداز اهل انگلستان است. چند منبع مختلف او را یک راست‌گرای افراطی توصیف کرده‌اند. اگرچه او خود را یک راست‌گرای افراطی نمی‌داند.
واتسون فعالیت خود را با کار برای تئوری توطئه پرداز، الکس جونز، شروع کرد. او در وبسایت الکس جونز خبرهای جنجال‌برانگیز و تئوری‌های توطئه‌ای مانند تئوری‌های توطئه ۱۱ سپتامبر، تئوری توطئه پسدمه، نظم نوین جهانی و ایلومیناتی را ترویج می‌کرد؛ و متعاقباً مخاطبان زیادی هم به دست آورد. هردوی آن‌ها در حال حاضر تمرکزشان را روی نقد فمینیسم، اسلام و جناح چپ گذاشته‌اند.
او مقاله‌نویس مستقل InfoWars.com،نشریه‌ای که تئوری‌های توطئه و اخبار مربوط به آمریکا و خبرهای مهم سیاسی بین‌المللی را پوشش می‌دهد، است؛ و همچنین گاهی اوقات به عنوان میزبان در رادیوی اینفو وارز، الکس جونز شو، شرکت می‌کند. او از اکتبر سال ۲۰۰۲ در نشریه اینفو وارز فعالیت می‌کند. او در اوت سال ۲۰۱۷ بیش از یک میلیون مشترک در کانال یوتیوب خود به دست آورد.

## موضع سیاسی
واتسون سابقاً خود را لیبرترینیست می‌دانست و از ران پال در انتخابات ریاست جمهوری ایالات متحده در سال ۲۰۱۲ حمایت کرد. در یک توییت در سال ۲۰۱۶، اعلام کرد که دیگر خود را یک لیبرترینیست نمی‌داند چون گری جانسون این اصطلاح را خراب کرده‌است. واتسون خود را به عنوان یک محافظه کار معرفی می‌کند و معتقد است که محافظه کاری مدرن یک جنبش پادفرهنگی است. او در یک پست فیسبوکی در نوامبر ۲۰۱۶، بین راست‌گرایی مدرن با راست‌گرایی افراطی تمایز قائل شد. او ادعا کرد که راست‌گرایی افراطی غرق در یهودی‌ستیزی، برتری نژادی و آدولف هیتلر است. او و مایک سرنوویچ با چهره‌هایی مانند ریچارد اسپنسر و دیوید دوک، که ملی‌گرایی سفیدپوستی را لازم می‌دانند، مخالف هستند.
واتسون در ۱۶ ژوئن ۲۰۱۸ اعلام کرد که همراه با کارل بنجامین و مارک میچن به حزب استقلال بریتانیا پیوسته است.

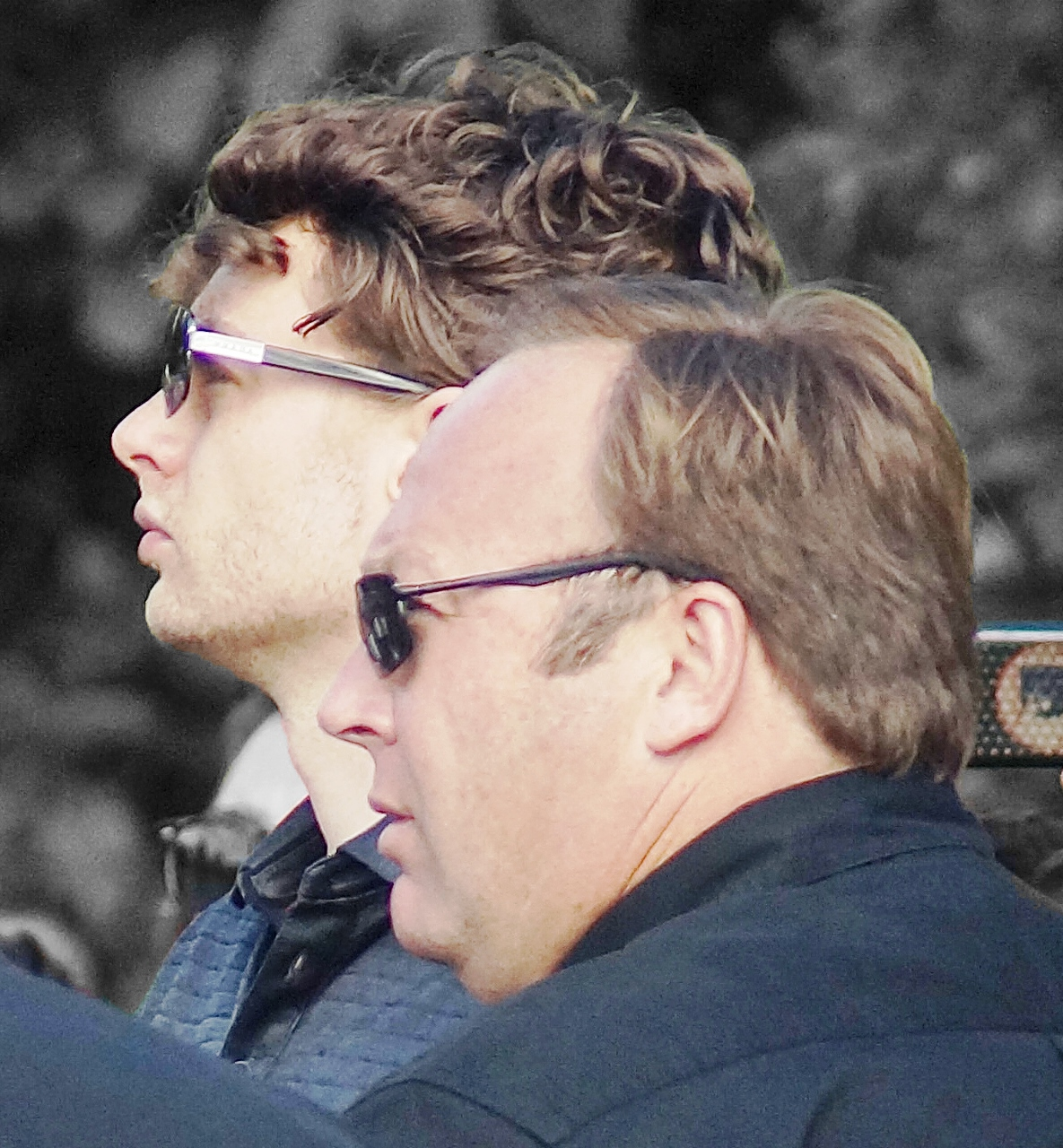
واتسون و الکس جونز

## دیدگاه‌ها

### مسیحیت
واتسون از جشن‌های مسیحی پشتیبانی می‌کند. او شرکت خرده‌فروشی تسکو را متهم به «محو کردن» کریسمس از فروشگاه‌های خود کرد و این فروشگاه را «رقت‌انگیز» توصیف کرد. و همچنین گوگل را به‌خاطر تغییر ندادن لوگوی اصلی‌اش به مناسبت جشن عید پاک یکشنبه مورد انتقاد قرار داد.

### مهاجرت
واتسون مخالف مهاجرت است. او ادعا کرد شهر مالمو به خاطر انبوه مهاجرین، به شیکاگوی سوئد تبدیل شده‌است. او در سال ۲۰۱۷ در مصاحبه‌ای با وست‌مانستر ادعا کرد که فرهنگ اروپایی با توجه به تغییرات جمعیت‌شناسی‌ای که مهاجرت بیش از حد به وجود خواهد آورد، در معرض خطر قرار دارد.

### اسلام
واتسون ضداسلام است. او فرهنگ اسلامی را «وحشتناک» توصیف کرد و ادعا کرد فرهنگ اسلامی به گسترش تجاوز به زنان دامن خواهد زد و باعث به وجود آمدن محله‌های مسلمان‌نشین و درنهایت نابودی غرب خواهدشد. واتسون همچنین گفت که جهان غرب نیاز بیشتری به کنترل اسلام دارد تا به کنترل اسلحه. و اینکه همجنسگرایان و مسیحیان در خاورمیانه تحت ستم و سرکوب شدیدی زندگی می‌کنند. او در ماه اوت سال ۲۰۱۷ ادعا کرد که یوتیوب امکان کسب درآمد از همه ویدئوهای او که دربارهٔ اسلام بوده‌اند را قطع کرده‌است.

### نژاد و قومیت
واتسون از توکنیسم نژادی انتقاد کرد. او در سال ۲۰۱۷ پس از این که در یک کارتون آموزشی در بی‌بی‌سی که در آن یک جنگجوی باستانی بریتانیایی سیاه‌پوست نمایش داده شد، از بی‌بی‌سی به خاطر به تصویر کشیدن بریتانیای روم به عنوان قومی متنوع از لحاظ نژادی، انتقاد کرد. واتسون گفت: «این تلاشی بود برای جعل حقیقت و بازنویسی تاریخ و برای اینکه به دروغ اینگونه ادعا کنند که همواره مهاجرت انبوه به بریتانیا وجود داشته». , و اضافه کرد که بین سال‌های ۴۳ تا ۴۱۰ پس از میلاد حداقل ۹۷٪ جمعیت بریتانیا سفیدپوست بوده‌است.

## زندگی شخصی
در نوامبر ۲۰۱۶ در مصاحبه با وب‌سایت خبری مخصوص نوجوانان، تب، توضیح داده که دوران نوجوانی‌اش کاملاً معمولی نبوده و گفت که روزی سه ساعت ورزش می‌کرده.